# 윤간
윤간(輪姦, 문화어: 륜간, gang rape)이란 여러 사람이 돌아가면서 한 사람을 강간하는 행위를 뜻한다.

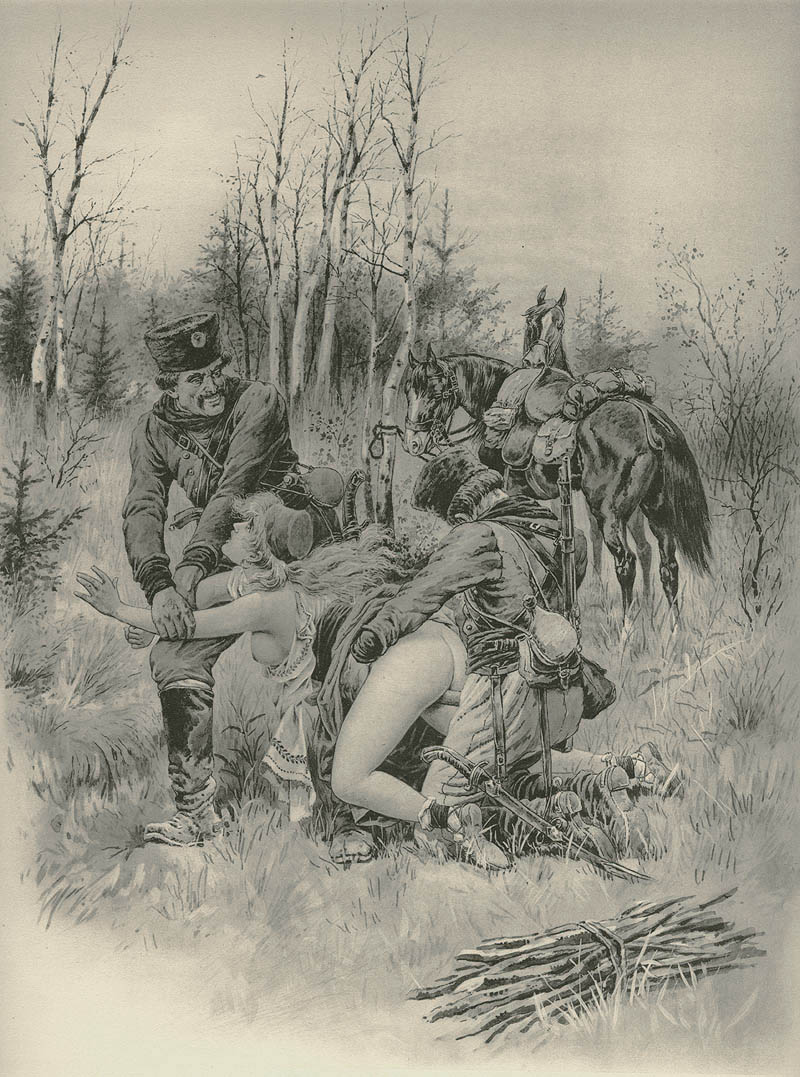
불가리아 여자를 윤간하는 오스만 제국 군인들을 묘사한 오스트리아의 프로파간다성 외설 판화.

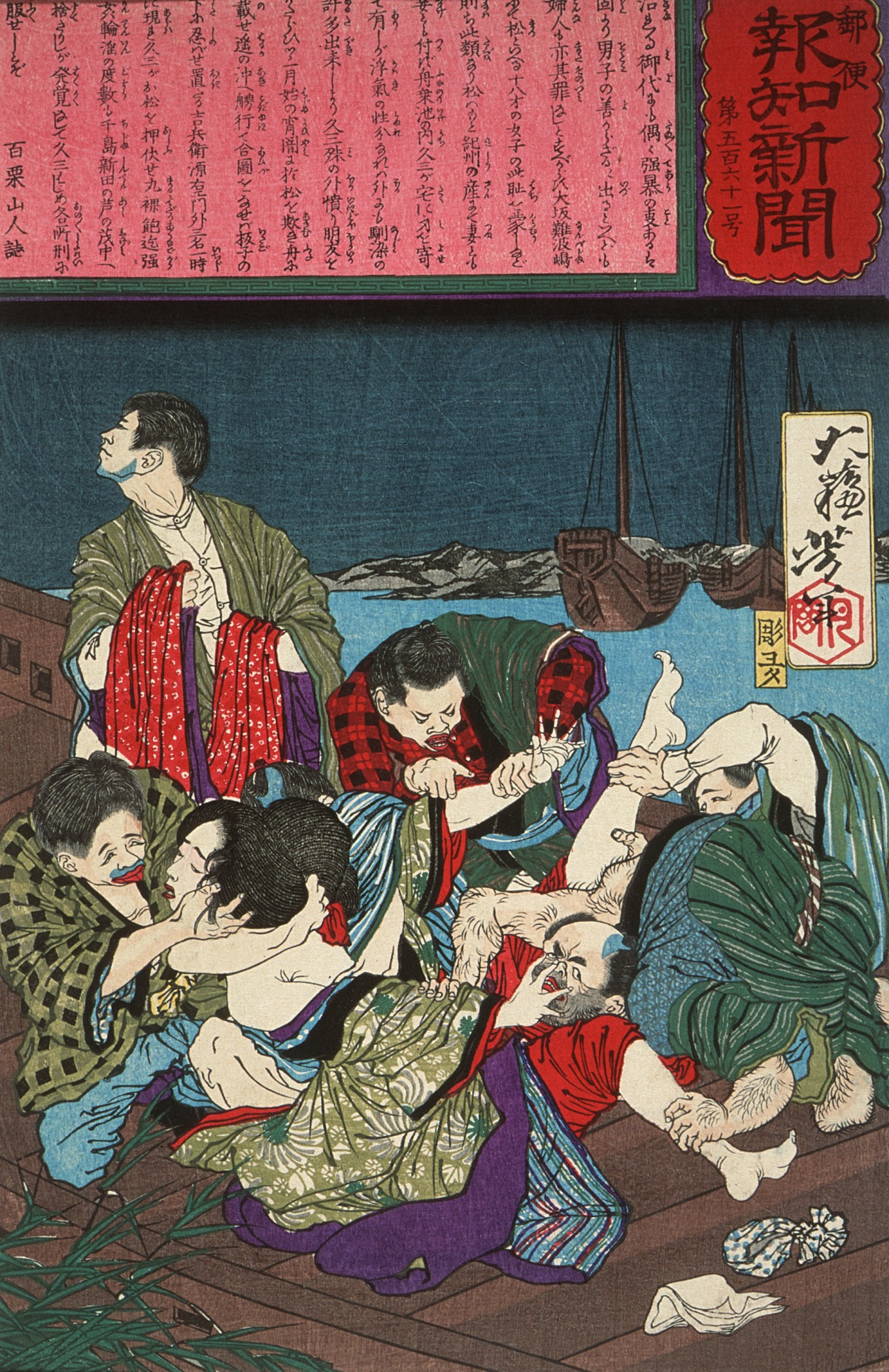
19세기에 쓰키오카 요시토시(Tsukioka Yoshitoshi)가 그린 삽화. The Postal News(스포츠 호치 투데이)에 실린 집단 강간 사건을 묘사하고 있다.

## 윤간에 대한 처벌
일본에서는 슈퍼프리 사건 이후 "집단강간죄"라 하여 일반 강간보다 더욱 엄중하게 처벌하도록 법을 정하고 있다. 강간죄의 법정형은 2004년 형법 개정 전까지 2년 이상의 유기징역(일본 형법 177조)이지만 집단강간죄는 4년 이상의 유기징역, 윤간 끝에 피해자를 죽거나 다치게 한 집단강간치사상죄는 6년 이상의 유기징역 또는 무기징역을 선고하게 되었다. 또한 강간죄는 피해자가 고소를 해야 기소할 수 있는 친고죄이지만(동법 180조 1항), 집단강간죄는 친고죄가 아니다(동법 동조 2항).
대한민국에서는 "특수강간죄"라 하여 성폭력범죄의 처벌 등에 관한 특례법 4조에서 해당 내용을 규정하고 있다. 이에 따르면 2명 이상이 합동하여 형법 제297조의 죄, 즉 강간을 한 사람은 무기징역 또는 5년 이상의 징역에 처한다.

## 같이 보기
- 소돔과 고모라
- 강간의 유형
- 갱뱅